# Giorgio Pellizzari
Giorgio Pellizzari (Firenze, 14 giugno 1814 – Firenze, 18 novembre 1894) è stato un anatomista italiano.

## Biografia
Nato nel Granducato di Toscana, fu il fratello maggiore di Pietro Pellizzari (1823-1892); studiò inizialmente medicina a Firenze per poi passare a Pisa, dove conseguì la laurea nel 1839.
Specializzatosi in anatomia, nel 1840 diventò prosettore, nel 1844 professore di anatomia descrittiva, nel 1847 professore di anatomia patologica e nel 1849 direttore del museo anatomo-patologico di Firenze. Nel 1862 partecipò alla X Riunione degli scienziati italiani, in qualità di vicepresidente della sezione Medicina.
Sposatosi con Adelaide Marzichi Lenzi (m. 1910), dall'unione nacquero Celso (1851-1925), Guido (1858-1938) e Maria (1863-1946), la quale nel 1888 sposò lo scultore Mario Salvini.